# Romeo Tanghal
Romeo Tanghal (* 1943) ist ein philippinischer Comiczeichner.

## Leben und Arbeit
Thangal, der sich auf das Inken spezialisiert hat, also dem Überarbeiten von Bleistiftzeichnungen anderer Künstler mit Tusche, ist seit den 1980er Jahren als professioneller Comiczeichner tätig.
Serien, für die er als Stamm-Tuschezeichner gearbeitet hat, waren in der Vergangenheit unter anderem New Teen Titans, New Titans und Green Lantern (1991–2000) sowie die Miniserien Green Lantern: Emeral Dawn (1990) und War of the Gods (1991). Zudem hat Tanghal gastweise Ausgaben von Serien wie Batman, Black Condor, Captain Atom, Flash, Green Lantern: Mosaic, Jonah Hex, Justice League America, Justice League Quarterly, Justice League Task Force, Manhunter, Mister Miracle, Ragman, Robin und Wonder Woman getuscht. Zu den Künstlern, deren Arbeiten Tanghal besonders häufig getuscht hat, zählen unter anderem M.D. Bright, Darryl Banks, Kerry Gammil und George Pérez, daneben aber auch Eduardo Barreto, Barry Kitson, Mindy Newll, Jill Thompson, Jackson Guice und Phil Jimenez.
| Personendaten    | Personendaten                 |
| ---------------- | ----------------------------- |
| NAME             | Tanghal, Romeo                |
| KURZBESCHREIBUNG | philippinischer Comiczeichner |
| GEBURTSDATUM     | 1943                          |